# Дивізія А 1924—1925
Дивізія А 1924-25 — 13-ий сезон чемпіонату Румунії з футболу. Усі футбольні клуби країни були поділені на 10 регіональних ліг за територіальним принципом. Переможець кожної з ліг взяв участь у національному етапі. Титул вчетверте поспіль здобув Кінезул (Тімішоара).

## Команди
У змаганнях брав участь також клуби Ян із українських Чернівців та Фулгерул із молдовського Кишинева, які на той час були у складі Румунії.

## Національний етап
| Регіон    | Команда             |
| Арад      | УКАС (Петрошань)    |
| Бухарест  | Венус (Бухарест)    |
| Брашув    | Брашувія (Брашув)   |
| Чернівці  | Ян (Чернівці)       |
| Кишинів   | Фулгерул (Кишинів)  |
| Клуж      | Університатя (Клуж) |
| Крайова   | Олтул (Слатіна)     |
| Орадя     | Клуб Атлетік Орадя  |
| Сібіу     | Шоймій (Сібіу)      |
| Тімішоара | Кінезул (Тімішоара) |

### Перший раунд
| Команда 1       | Рахунок | Команда 2          |
| --------------- | ------- | ------------------ |
| 5 липня 1925    |         |                    |
| Олтул (Слатіна) | 0:2     | Фулгерул (Кишинів) |
| Ян (Чернівці)   | +:-     | Шоймій (Сібіу)     |

### 1/4 фіналу
| Команда 1           | Рахунок | Команда 2          |
| ------------------- | ------- | ------------------ |
| 5-26 липня 1925     |         |                    |
| Університатя (Клуж) | 0:1     | УКАС (Петрошань)   |
| Брашувія (Брашув)   | 2:1     | Клуб Атлетік Орадя |
| Кінезул (Тімішоара) | 3:0     | Венус (Бухарест)   |
| Ян (Чернівці)       | 4:0     | Олтул (Слатіна)    |

### 1/2 фіналу
| Команда 1                | Рахунок | Команда 2         |
| ------------------------ | ------- | ----------------- |
| 26 липня - 2 серпня 1925 |         |                   |
| Кінезул (Тімішоара)      | 3:0     | Брашувія (Брашув) |
| УКАС (Петрошань)         | 3:1     | Ян (Чернівці)     |

### Фінал
| Команда 1           | Рахунок | Команда 2        |
| ------------------- | ------- | ---------------- |
| 9 серпня 1925       |         |                  |
| Кінезул (Тімішоара) | 5:1     | УКАС (Петрошань) |